# 田方進
田方 進（たかた すすむ、1902年（明治35年）7月10日 - 1972年（昭和47年）12月12日）は、昭和期の実業家、政治家。参議院議員（1期）。

## 経歴
熊本県八代郡野津村（竜北村、竜北町を経て現氷川町）出身。林業を営む。また、土木建築請負業・田方組を経営した。
1947年（昭和22年）4月の第1回参議院議員通常選挙に熊本県地方区から民主党公認で出馬して当選し、その後、自由党に所属し参議院議員に1期在任した。この間、民主党総務、同副政務調査会長、参議院建設委員会理事などを務めた。1952年（昭和27年）9月2日、同年10月に実施の第25回衆議院議員総選挙に立候補のため参議院議員を辞職し、熊本県第2区から自由党公認で立候補したが落選した。
1972年（昭和47年）12月12日死去、70歳。死没日をもって勲三等瑞宝章追贈、正五位に叙される。